# ヒラミ8
ヒラミ8（ヒラミエイト）はJAおきなわが製造・販売する清涼飲料。沖縄県のご当地ドリンクでもある。水で4倍に薄めて飲む希釈用ドリンクである。

## 概要
沖縄県産のシークヮーサー果汁が使用されており、爽やかな香りと酸味が特徴である。

### 商品名の由来
ヒラミ8の「ヒラミ」はシークヮーサーの和名、平実檸檬（ヒラミレモン）に由来する。また、「8（エイト）」の部分は、500mlであるヒラミ8の内容量を4倍に希釈した2000mlが、発売当時一般的だった缶ジュース1本の容量、250mlの8本分という意味であるとされる。

### 歴史
1982年（昭和57年）発売。2011年、12年（平成23年、24年）の相次いだ台風の影響で同年11月以降、製造を休止したが、2014年（平成26年）5月から販売が再開された。外見も中身もガラス瓶からペットボトルへの変更以外には発売当初から変化していない。

## 関連商品
姉妹商品に「タンカン8」や「カーブチー8」がある。
2018年（平成30年）に、沖縄県中頭郡西原町に本社を置く石川酒造場とコラボし、ヒラミ8に泡盛をミックスさせた「ヒラミ8リキュール」を販売した（販売は石川酒造場）。